# Antoni Guzik
Antoni Guzik (ur. 7 kwietnia 1925 w Izydorówce, zm. 22 października 2021) – polski inżynier mechaniki, specjalizujący się w technice cieplnej i termodynamice; nauczyciel akademicki i trzeci rektor Wyższej Szkoły Inżynierskiej w Opolu (1981–1982); żołnierz Armii Krajowej o pseudonimie Zięba.

## Życiorys

### Młodość
Urodził się w 1925 roku w Izydorówce w województwie stanisławowskim, w rodzinie chłopskiej. Szkołę powszechną ukończył w Daszewie, w powiecie stryjskim, a następnie kontynuował naukę w miejscowym gimnazjum, kończąc dwie klasy do wybuchu w 1939 roku II wojny światowej. Podczas okupacji radzieckiej, a potem niemieckiej pracował jako robotnik w przemyśle gazowym. W 1943 roku wstąpił w szeregi Armii Krajowej. Jego działalność związana była w tym czasie z walką w ruchu oporu oraz samoobroną przed bandami Ukraińskiej Powstańczej Armii.
Po wysiedleniu ze stron rodzinnych w 1945 osiadł wraz z rodzicami w Gliwicach, gdzie kontynuował naukę w szkole
średniej, uzyskując w 1947 roku świadectwo dojrzałości. W tym samym roku podjął studia na Wydziale Mechanicznym Politechniki Śląskiej, kończąc je w 1952 roku dyplomami magistra inżyniera. Jeszcze dwa lata przed ukończeniem studiów został zatrudniony w Katedrze Teorii Maszyn Cieplnych kierowanej przez prof. Stanisława Ochęduszkę. Następnie przeszedł do pracy w Katedrze Energetyki Cieplnej i rozpoczął współpracę z prof. Janem Szargutem, pod którego promotorstwem napisał i obronił pracę doktorską, uzyskując w 1966 roku stopień naukowy doktora nauk technicznych. Równocześnie z pracą na politechnice pracował w Biurze Projektów Przemysłu Hutniczego "Biprohut", zdobywając tam doświadczenie przemysłowe.

### Praca na opolskiej WSI
Z Opolem związał się jeszcze w czasie funkcjonowania Punktu Konsultacyjnego Politechniki Śląskiej na przełomie lat 50. i 60. XX wieku, a stałą pracę w Wyższej Szkole Inżynierskiej w Opolu podjął w 1967 roku, w rok po utworzeniu tej uczelni technicznej. W 1968 roku został powołany na stanowisko docenta. Należał do organizatorów i był pierwszym kierownikiem Zakładu Termodynamiki Technicznej i Energetyki Cieplnej, przekształconym w 1976 roku w Zakład Techniki Cieplnej i Aparatury Przemysłowej. W latach 1971–1981 pełnił funkcję dziekana Wydziału Mechanicznego, przekształconego później w Instytut Budowy Maszyn. W 1981 roku został wybrany w pierwszych demokratycznych wyborach rektorem Wyższej Szkoły Inżynierskiej w Opolu. Funkcję tę pełnił wyłącznie przez 137 dni, ponieważ pod naciskiem ówczesnych władz politycznych musiał z niej zrezygnować. Główną przyczyną nacisku była przynależność do NSZZ „Solidarność” oraz współorganizacja Klubu Inteligencji Katolickiej w Opolu. Klubowi temu przewodniczył przez 21 lat do 2002 roku. W 1984 roku został zastępcą dyrektora Instytutu Budowy Maszyn, po czym po roku został z niej odwołany ze względu na krytyczny stosunek do stanu wojennego.
Rada odnowionego Wydziału Mechanicznego w 1990 roku ponownie powierzyła mu pełnienie funkcji dziekana, którą sprawował do swojego przejścia na emeryturę w 1993 roku. Mimo to wciąż prowadził zajęcia dydaktyczne jako profesor emerytowany do 2004 roku. Zyskały one duże uznanie wśród współpracowników oraz studentów, gdyż w sposób prosty i zrozumiały przedstawiały trudne zagadnienie termodynamiki i techniki cieplnej. Był wymagający, ale jednocześnie sprawiedliwy i życzliwy w stosunku do studentów, którzy po wielu latach wyrażają mu wdzięczność i sympatię.

### Dorobek naukowy i odznaczenia
Czynnie uczestniczył w działalności organizacyjnej uczelni, będąc przez wiele lat członkiem Senatu, przewodniczył licznym komisjom senackim, przez 21 lat był redaktorem wydawnictw wydziałowych. Autor kilkunastu publikacji, m.in. współautor wielokrotnie wznawianego podręcznika Zadania z termodynamiki technicznej. Odznaczony m.in. Złotym Krzyżem Zasługi (1971), Medalem Komisji Edukacji Narodowej (1977), Krzyżem Kawalerskim Orderu Odrodzenia Polski (1981), Krzyżem Papieskim Pro Ecclesia et Pontifice, "Zasłużony Obywatel Miasta Opola".
Pochowany na cmentarzu przy ul. Tysiąclecia w Opolu